# Оцепеневшие от страха (фильм, 2017)
«Оцепеневшие от страха» (исп. Aterrados) — аргентинский фильм ужасов 2017 года. Сценаристом и режиссёром картины выступил Демиан Рунья.
Премьера фильма прошла на кинофестивале «Mórbido Fest» в Мехико в октябре 2017 года, позже фильм был показан на фестивале в Мар-дель-Плата. В прокат в Аргентине фильм вышел 3 мая 2018 года. В США, Канаде и Великобритании фильм стал доступен для домашнего просмотра на сервисе Shudder.

## Сюжет
В небольшом пригороде Буэнос-Айреса происходит несколько устрашающих мистических событий с жителями ничем не примечательных соседних домов. Днём Кларе кажется, что из водопроводных труб раздаются голоса, обещающие убить её. Когда ночью Клара выходит в туалет и начинают раздаваться непонятные стуки, муж Клары Хуан сначала идёт к соседу Вальтеру выяснять, не занялся ли он среди ночи ремонтом. Вернувшись, Хуан обнаруживает, что стуки идут из ванной: там невидимая сила зверски убивает женщину, ударяя её об стены. Между тем Вальтер уже которую ночь мучается бессонницей из-за того, что по ночам у его кровати появляется ужасный антропоморфный монстр. Вальтер пытается снять его на видеокамеру, но монстр нападает на него. Параллельно происходит ещё одно несчастье: после того, как соседский мальчик через окно говорит с Вальтером, он в страхе отступает на дорогу, где его насмерть сбивает автобус. Вся округа хоронит ребёнка, но через несколько дней он встаёт из могилы, возвращается с кладбища домой и садится за кухонный стол.
Искать причину необъяснимых и жутких происшествий берётся команда из трёх экспертов — бывший патологоанатом Хано, специалист по паранормальным явлениям доктор Альбрек и её коллега Розенток. К ним присоединяется детектив из отдела по расследованию убийств Фунес, который давно знает мать умершего мальчика Алисию и хочет помочь ей. Троица посещает Хуана в психиатрической лечебнице, куда его поместили, и берёт у него разрешение на пребывание в его квартире; Алисия также временно переезжает, а Вальтера в квартире не оказывается. Хано, Альбрек и Розенток разделяются, каждый идёт в один дом. Фунес, присоединившись к Розентоку, быстро сталкивается с проявлениями действия потусторонних сил и хочет уйти, ссылаясь на проблемы со здоровьем. Он приходит к Хано, но видит в доме разбитое окно, кровь, а самого Хано израненного осколками и словно запертого в шкафу. Придя в дом, где проводит расследованеи Альбрек, Фунес видит, что она изучает трещину в стене. Она говорит ему, что они столкнулись с существами из других измерений, которые проникли в наше измерение. В это время монстр из трещины убивает Альбрек, а у Фунеса происходит сердечный приступ. Позже в дом приходит Алисия, которую Фунес просит отвезти его в больницу. У неё в машине Фунес видит умершего мальчика: Алисия говорит, что снова выкопала его, потому что не может оставить ребёнка одного. В ужасе Фунес уезжает один, но позже возвращается. Он видит мальчика в доме, Алисия же повесилась. Фунес обливает все три дома бензином и поджигает.
В эпилоге к Хуану в лечебницу приходят трое мужчин и сообщают, что Фунес сжёг три дома и исчез, его разыскивают. Во время беседы Хуан, показывая за спину мужчинам, говорит, что с ними пришёл Розенток. Мужчины ничего не видят, но тут пустой стул сначала начинает самостоятельно двигаться, а затем летит в направлении кинокамеры.

## В ролях
- Максимилиано Гионе — комиссар полиции Фунес
- Норберто Гонсало — Хано
- Эльвира Онетто — д-р Альбрек
- Агустин Риттано — Хуан
- Демиан Саломон — Вальтер
- Джордж Л. Льюис — Розенток
- Джульета Валлина — Алисия
- Наталия Сеньоралес — Клара

## Сиквелы и ремейки
В декабре 2018 года сообщалось, что Гильермо дель Торо спродюсирует англоязычный ремейк фильма (с тем же режиссёром), однако впоследствии новостей о продвижении этого проекта не поступало.
В 2020 году режиссёр фильма сообщал, что работает над сценарием продолжения, однако его следующий фильм 2023 года «Одержимые злом» сюжетно не связан с предыдущим.